# St. Anger (canção)
"St. Anger" é um single lançado em 2003 pela banda americana de heavy metal Metallica, do álbum St. Anger.  Seu videoclipe foi gravado numa prisão. Ganhou o prêmio Grammy Award para Melhor Desempenho de Metal no Grammy Awards de 2004 e também foi indicado para Best Rock Video no MTV Video Music Awards de 2003, mas perdeu para "Somewhere I Belong" do Linkin Park.

## Lista das músicas
CD Single 1
1. "St. Anger"
2. "Commando" (Ramones cover) - 1:48
3. "Today Your Love, Tomorrow the World" (Ramones cover) - 2:13

CD Single 2
1. "St. Anger"
2. "Now I Wanna Sniff Some Glue" (Ramones cover)
3. "Cretin Hop" (Ramones cover)
4. "St. Anger" - Music Video

Edição em Vinil
1. "St. Anger"
2. "We're a Happy Family" (Ramones cover) - 2:20

Promo Single
1. "St. Anger (single edit)"
2. "St. Anger (explicit)"

## Charts
| Parada musical (2003)                          | Posição |
| ---------------------------------------------- | ------- |
| Austrália (ARIA)                               | 15      |
| Áustria (Ö3 Austria Top 75)                    | 17      |
| Bélgica (Ultratop 50 de Flandres)              | 43      |
| Canada (Nielsen SoundScan)                     | 24      |
| Dinamarca (Hitlisten)                          | 4       |
| Finlândia (Suomen virallinen lista)            | 5       |
| O campo songid é OBRIGATÓRIO PARA PARADA ALEMÃ | 15      |
| Ireland (IRMA)                                 | 12      |
| Países Baixos (Dutch Top 40)                   | 22      |
| Nova Zelândia (Recorded Music NZ)              | 38      |
| Noruega (VG-lista)                             | 6       |
| Espanha (PROMUSICAE)                           | 4       |
| Suécia (Sverigetopplistan)                     | 9       |
| Suíça (Schweizer Hitparade)                    | 28      |
| UK Singles (The Official Charts Company)       | 9       |
| U.S. Billboard Modern Rock Tracks              | 17      |
| U.S. Billboard Mainstream Rock Tracks          | 2       |